# Martin Obst
Martin Obst (Berlin, 1986. november 18. – )  német szabadfogású birkózó. Az SV Luftfahrt Berlin sportolója. 2018-ban a szabadfogású Európa-bajnokságon ezüstérmes lett 79 kg-os súlycsoportban. Német országos bajnok volt 2011-ben, 2015-ben, 2016-ban, 2017-ben, második helyezett volt a német országos bajnokságban 2008-ban, illetve harmadik helyezést ért el a német országos bajnokságon 2009-ben, 2012-ben és 2013-ban.

## Sportpályafutása
A 2018-as felnőtt szabadfogású Európa-bajnokság selejtezőjében a moldovai Alexandru Burca volt ellenfele, akit 7–0 arányban győzött le. Ezután az észt Jevgeni Soltruk ellen mérkőzött, akit 10–0-ra győzött le. Következő ellenfele a magyar Nagy Mihály volt, akit legyőzött 2–0-ra.
A 2018-as birkózó-világbajnokságon a selejtezőben ellenfele a 79 kg-osok selejtezői során a kanadai Jasmit Singh Phulka volt. A mérkőzésére 2018. október 21-én került sor. A mérkőzést Obst nyerte 2–1-re. Következő ellenfele az amerikai Kyle Douglas Dake volt, aki 11–0-ra verte. Ezt követően vigaszágra jutott, ahol a grúz Davit Khutshisvili 10–0-ra győzött ellene.